# 蒙古山水地圖
《蒙古山水地图》是一幅明代绢本青绿山水地图手卷，长约30米。原图为明代中叶（1524—1539）宫廷专为皇帝绘制的绢本地图，图上绘制了从明朝的边关嘉峪关到天方（今沙特阿拉伯的麦加）数千公里线路上的主要城池和山川地貌，成為絲路重要考證依據。

## 历史
晚清，此图曾流入清末民初琉璃廠著名書店“尚友堂”，因原题签早已毁失，原名已佚，故尚友堂在此图卷端一角附纸题作“蒙古山水地图”，后沿用此名。大约20世纪30年代，此图流失海外，日本京都著名私家博物馆藤井有邻馆收藏此图，将其当作清代山水画秘藏，不外公佈，背面仍存尚友堂书肆的題簽《蒙古山水地圖》。如今在台北國立故宮博物院還發現了此圖的宮中彩繪抄本，且抄本為明代兵部或禮部用圖，這又倒推斷出本圖屬嘉靖皇帝御覽圖，只是後來才散佚至民間。2002年中國大陸藏家易蘇昊、樊則春二人前往藤井有邻館徵集中國文物時，偶然發現這件被命名為“清代青綠山水畫手卷”的作品，即花大價錢購回。2004年，傅金凯将抄录地图上所有地名，从天方到嘉峪关；并分幅拍摄地图的彩色照片；复印全部照片，然后将地名逐一粘贴在复印件上；再依照原卷，拼接成手卷式。随后傅金凯将手卷式地图复印件送到北京大学，由北京大学进行研究。
2013年中國保利拍賣行估價約值8000萬人民幣，持有人打算進行拍賣，但无后续。
2017年11月30日，从私人收藏家手中花费2000万美元购得此图的世茂集团董事局主席许荣茂将其无偿捐赠给故宫博物院。

## 內容
此图右下角損毀嚴重，經重新裝裱後，已無法知曉畫家題寫人名和年代。後北京大學考古文博院教授林梅村多次到絲綢之路沿線作實考，且在對這件作品研究長達8年後，撰寫了一部20余萬字的同名學術著作證明作品創作年代確定無疑是明朝，名稱裏的“蒙古”特指曾經的蒙古四大汗國的後續王國，從圖中地名和走勢可認定它正是明代“絲綢之路”的路線圖。
圖中描寫嘉峪关到天方（今沙特阿拉伯的麦加）的211个地点，并用汉字音译法标出了突厥、蒙古、波斯、阿拉伯等9种语言的地名，涉及欧、亚、非三大洲等10多个国家和地区，主要為现今七國：中国、乌兹别克斯坦、塔吉克斯坦、阿富汗、黎巴嫩、突尼斯、土耳其。

### 地點對比
蒙古山水地图与反映明朝中国与西方海上交通的《郑和航海图》（即《武备志·航海图》）两相對照，这幅图上地点的分布极为准确，比如远在乌兹别克斯坦撒马尔罕城的烏魯伯格天文台(Ulugh Beg Observatory)，图上便以“望星楼”为名标注在撒马尔罕近旁。

## 争议

### 原名問題
林梅村著的《蒙古山水地图》中提到：此图大约绘制于嘉靖三年（1524）至十八年之间，“蒙古山水地图”虽是尚友堂的题签，但极可能是此图原名。原图长四十米，现仅存四分之三，另外四分之一（从天方至鲁迷）被裁去。这幅图完整的样子，应是从明朝嘉峪关直迄拜占庭首都君士坦丁堡（今土耳其西境伊斯坦布尔），堪称“明代丝绸之路地图”。2017年11月，此图以“国宝级手卷”的名义出现在2018年央视春晚上。节目中，故宫博物院院长单霁翔称，该图尽头的“天方国”是沙烏地阿拉伯麦加，此图的发现对丝绸之路考古具有“划时代意义”。
作家胡成（微博化名弗虑弗为）考证，此图特征与清宫旧藏的《嘉峪关至回部拔达克山城天方西海戎地图》极为相似，进而推断此图应该就是《嘉峪关至回部拔达克山城天方西海戎地图》。
此外，地圖終點實為“戎地面”而非“天方國”，“戎地面”指“戎”（漢語拼音為）的地域，亦即明朝就阿拉伯和波斯人對東羅馬帝國所作稱謂“（‎）”進行的音譯。鑒於地圖的起點為嘉峪關，終點為戎地面，以及“苦先新城”的迁建时间、刘统勋受命修撰《西域图志》和清内府“造办”记录，赵华认为此圖更似是清宫散失的《嘉峪关至回部拔达克山城、天方、西海、戎地面等处图》。

### 地圖標示問題
吴斌认为此图尽头的“天方国”距离哈密国太近，应该不是沙特麦加，而位于现在新疆的昌吉回族自治州；“天方国”附近的“戎地面”则是焉耆地区。也就是说，此图所绘的地点，都在现在的中国境内。不過，此圖標有大量外國城市，例如烏茲別克斯坦的撒馬兒罕（今稱撒馬爾罕）、阿富汗的黑樓城（今稱赫拉特）、伊朗的牙思城（今稱亞茲德）和台白列思（今稱大不里士）等。故此，主張此圖僅顯示中國境内城池的立場根本站不住腳。

## 參看
- 大明混一图